# Chris Raab
Christian Joseph Raab (Willow Grove, 21 mei 1980) bijgenaamd Raab Himself, is een Amerikaans acteur en is vooral bekend als lid van de CKY Crew (the Camp Kill Yourself crew) en was een van de leden van "Bams crew" in Viva La Bam, de reality show van zijn vriend Bam Margera. Ook speelde hij in Jackass, Jackass: The Movie en Haggard van MTV.

## Trivia
- Zijn bijnaam heeft hij aan Chris "Hoofbité" Aspite te danken, toen ze naar een bar gingen noemde Hoofbité hem Raab Himself omdat ze bekender zijn geworden door de CKY videos.
- Raab is getrouwd geweest met een Russische "postorder"-bruid. Het vervelende gedrag van Don Vito deed haar besluiten terug te keren naar Europa. In de laatste uitzending van Viva La Bam gaan Bam Margera en Raab weer op zoek naar de vrouw. Ze nemen haar weer mee terug naar de Verenigde Staten.

## Films en televisie
1. CKY: Landspeed (1999)
2. CKY2K (2000)
3. CKY Documentary (2001)
4. CKY 3 (2001)
5. Jackass (2002)
6. Jackass: The Movie (2002)
7. CKY 4: Latest & Greatest (2002)
8. CKY: Infiltrate, Destroy, Rebuild (2003)
9. Haggard: The Movie (2003)
10. Jackass Forever (Cameraman) (2022)
11. Jackass 4.5 (Cameraman) (2022)

- Library of Congress Control Number: no2008083428
- Virtual International Authority File: 7202993
- WorldCat: E39PBJp9wm4M3PRfVb8W9xKDbd